# Panter
 For alternative betydninger, se Panter (flertydig). (Se også artikler, som begynder med Panter)
Panteren er en betegnelse for genetiske varianter af forskellige kattedyr. Som oftest menes en sort leopard  (Panthera pardus), en sort jaguar (Panthera onca) eller en sort puma, men det kan også være - oftest sorte - varianter af andre kattearter.
På nogle sprog er det ikke den sorte farve der er afgørende. Her er det den klassiske grå farve som man også kender fra de noget mindre huskatte. 